# Ван Гелдер, Руди
Рудольф Ван Гелдер (англ. Rudolph Van Gelder; 2 ноября 1924[…], Джерси-Сити, Нью-Джерси — 25 августа 2016[…], Энглвуд-Клифс, Нью-Джерси) — американский звукорежиссёр, специализировавшийся на джазе. За более чем полвека он записал несколько тысяч сессий с такими музыкантами, как Букер Эрвин, Джон Колтрейн, Майлз Дэвис, Телониус Монк, Сонни Роллинз, Арт Блэйки, Ли Морган, Джо Хендерсон, Фредди Хаббард, Уэйн Шортер, Хорас Сильвер, Херби Хэнкок, Грант Грин и Джордж Бенсон. Он сотрудничал со многими звукозаписывающими компаниями и с 1953 по 1967 год записывался почти на каждой сессии Blue Note Records. Он считается одним из самых влиятельных звукорежиссёров в джазе.

## Награды
- 2009 — Мастер джаза Национального фонда искусств[9]
- 2012 — Grammy Trustees Award[10]
- 2013 — Золотая медаль Общества звукорежиссёров[9]